# Husbands and Wives
Husbands and Wives is een Amerikaanse film uit 1992 van regisseur Woody Allen. Het is een drama/komedie over twee stellen die worstelen met overspel en de eigen identiteit binnen het huwelijk.

## Verhaal
De film volgt twee stellen, Jack en Sally en Gabe en Judy. De twee stellen zijn bevriend en staan op het punt om gezamenlijk uit eten te gaan als Jack en Sally aankondigen te gaan scheiden. Merkwaardig genoeg zijn Gabe en Judy het meest geschokt, vooral Judy neemt het nieuws nogal persoonlijk op.
Al snel leren Judy en Gabe dat het vooral Jack is geweest die de scheiding heeft doorgedrukt. Hoewel Sally zich groot houdt, stort ze in als ze samen met Judy en Gabe uitgaat en Jack ziet met een blonde vrouw. Sally vlucht weg in een taxi en Gabe en Judy zijn gedwongen kennis te maken met de nieuwe jonge vriendin van Jack, Sam. Als Gabe later met Jack praat verwijt hij de laatste dat hij een intelligente en mooie vrouw als Sally heeft opgegeven voor een ‘serveerster’ (in feite is Sam een aerobicinstructrice). Judy probeert Sally te koppelen aan Michael, een collega van haar op de redactie van het tijdschrift waar ze werkt. Ironisch genoeg is Judy zelf verliefd op Michael, maar ze verdringt dit om haar huwelijk niet op de proef te stellen. Ondertussen lijkt Jack niet helemaal gelukkig met Sam. Zeker als de laatste zich ontpopt als amateur-astrologe en de meer intellectuele gasten van Jack haar denkbeelden opdringt. Ze krijgen ruzie en Jack sleurt Sam mee naar een taxi. Sally en Michael gaan ondertussen met elkaar naar bed. Sally lijkt het aangenaam te vinden maar niet meer dan dat. Dan duikt plotseling Jack op die kwaad wordt als hij Michael aantreft. Jack zegt dat hij Sally terug wil. Als Sam zich bij het gezelschap voegt, wordt het Sally te veel. Ze vraagt aan Jack en Sam om te vertrekken.
Gabe is ondertussen ook bezig met een eigen avontuur. Hij is erg gesteld op Rain, een studente die bij hem colleges Engelse literatuur volgt. Rain heeft het manuscript van het boek waaraan Gabe al jaren aan werkt gelezen en is onder de indruk. Ze kan het echter niet laten om enige kritische opmerkingen te maken. Gabe is beledigd en wordt razend als blijkt dat Rain het manuscript is kwijtgeraakt (het is zijn enige kopie). Uiteindelijk weten ze het manuscript te achterhalen. Later krijgen Gabe en Judy ruzie omdat Judy haar gedichten niet aan haar man wil laten zien. Als Gabe de ruzie probeert de sussen door seks te willen, is dat de laatste druppel. Judy zegt dat hun huwelijk voorbij is en Gabe vertrekt. Inmiddels heeft Sally Michael verlaten en is weer terug bij Jack . Als Judy dit hoort gaat ze naar Michael en probeert hem te helpen om Sally te vergeten. Maar Michael voelt zich nog te veel met Sally verbonden en Judy vlucht gefrustreerd weg. Gabe en Rain beleven een kort romantisch moment als Gabe haar tijdens een stroomstoring kust. Zich bewust van het leeftijdsverschil zet hij echter niet door en vertrekt. Uiteindelijk ziet Michael in dat hij toch meer voelt voor Judy dan hij dacht en hij vraagt haar bij hem te komen wonen.
Na een jaar zijn Sally en Jack nog steeds bij elkaar, al weten ze dat er problemen zullen blijven. Judy is getrouwd met Michael en Gabe is alleen. Hij wil niet langer jagen op een nieuwe partner, bang om iemand te kwetsen.

## Rolverdeling
| Acteur          | Personage | Opmerkingen |
| --------------- | --------- | ----------- |
| Mia Farrow      | Judy      | hoofdrol    |
| Woody Allen     | Gabe      | hoofdrol    |
| Sydney Pollack  | Jack      |             |
| Judy Davis      | Sally     |             |
| Liam Neeson     | Michael   |             |
| Lysette Anthony | Sam       |             |
| Juliette Lewis  | Rain      |             |

## Achtergrond
In de film toont Allen de intellectuele incrowd van New York. Men gaat naar de opera, eet bij de juiste restaurants of schrijft een boek, bekritiseert het werk van anderen, en gedraagt zich badinerend naar de niet-intellectuele elite (de manier waarop Jack Sam bekritiseert omdat ze de astrologie verdedigt tegenover zijn intellectuele vrienden spreekt voor wat dat betreft boekdelen). Allens hoofdpersonen jagen een overtrokken seksueel ideaal na en geen van allen lijkt gelukkig. Wat dat laatste betreft leunt Allen zwaar op zijn grote voorbeeld Ingmar Bergman en dan met name op Scener ur ett äktenskap (Scènes uit een huwelijk) uit 1973.
Allen wijst de kijker op de onderhuidse, weggestopte emotie. Judy en Gabe lijken gelukkig met elkaar, maar het broeit onder de oppervlakte. Als Jack en Sally hun scheiding aankondigen, komen bij Jack en Gabe de verborgen ergernissen naar boven. Judy zoekt toenadering tot Michael en Gabe tot Rain. Ironisch genoeg louteren de scheidingsperikelen juist de relatie tussen Jack en Sally, terwijl Gabe en Sally er door uit elkaar groeien.